# Liste der Wiener Parks und Gartenanlagen/Simmering
Diese Liste umfasst jene Parks und Gartenanlagen, die sich im 11. Wiener Gemeindebezirk Simmering befinden und einen Namen tragen:
| Name                                    | Bild | Standort                              | Jahr der Errichtung | Benannt nach | Fläche in m² | Bauten               | Kunstobjekte                         | Naturdenkmäler | Anmerkungen                                                           |
| --------------------------------------- | ---- | ------------------------------------- | ------------------- | --- | ------------ | -------------------- | ------------------------------------ | -------------- | --------------------------------------------------------------------- |
| Braunhuberpark                          |      | Lorystraße Koordinaten                |                     | Josef Braunhuber (1811–1862), Bürgermeister von Simmering                                                                   | 5.000        |                      |                                      |                |                                                                       |
| Brehmpark                               |      | Brehmstraße Koordinaten               |                     | Alfred Brehm | 750          |                      |                                      |                |                                                                       |
| Carsonypark                             |      | Zamenhofgasse Koordinaten             | 2016 (Benennung)    | Den Carsony Brothers (eigentlich Karl (1924–2012), Josef und Engelbert Schrom), um 1950 international erfolgreiche Artisten | 5.000        |                      |                                      |                |                                                                       |
| Hans-Paulas-Park                        |      | Kaiser-Ebersdorfer Straße Koordinaten | 1990 (Benennung)    | Hans Paulas (1913–1988), Bezirksvorsteher                                                                                   | 9.770        |                      | Christophorus-Marterl (1999)         |                |                                                                       |
| Haugerpark                              |      | Haugerstraße Koordinaten              | 2003                | Georg Hauger | 3.000        |                      |                                      |                |                                                                       |
| Herderpark                              |      | Herderplatz Koordinaten               | 1929                | Johann Gottfried Herder | 40.470       | Kinderfreibad (1929) | Meerjungfrau-Brunnen (Sautner, 1931) |                | Kinderfreibad und Brunnen unter Schutz                                |
| Hofgartel                               |      | Am Hofgartel Koordinaten              | 1997                | einem Flurnamen | 19.710       |                      |                                      |                |                                                                       |
| Hyblerpark                              |      | Zippererstraße Koordinaten            | 1905                | Wenzel Hybler (1847–1920), Direktor des Stadtgartenamtes                                                                    | 26.040       | Kinderfreibad (1927) | Gedenkstein für Hybler               |                |                                                                       |
| Parkanlage Krötzlergasse (Krötzlerpark) |      | Krötzlergasse Koordinaten             | 2002                | einer alteingesessenen Simmeringer Gärtnerfamilie                                                                           | 920          |                      |                                      |                | Als Biedermeiergarten definiert, erst seit 2002 öffentlich zugänglich |
| Luise-Montag-Park                       |      | Luise-Montag-Gasse Koordinaten        |                     | Luise Montag | 12.280       |                      |                                      |                |                                                                       |
| Schloss Neugebäude – Unterer Garten     |      | Neugebäudestraße Koordinaten          | 2010                | Schloss Neugebäude | 14.570       |                      |                                      |                | Schloss unter Schutz                                                  |
| Seeschlachtpark                         |      | Blériotgasse Koordinaten              | 2004                | einem Seitenarm der Schwechat, der hier einen See bildete, der eingeschlacht (reguliert) werden musste                      | 8.270        |                      |                                      |                |                                                                       |
| Stadtpark Leberberg                     |      | Leberweg Koordinaten                  | 1997                | dem Leberberg | 26.890       |                      | eine der L-Skulpturen (Zogmayer)     |                |                                                                       |
| Trpinpark                               |      | Kaiser-Ebersdorfer Straße Koordinaten | 2019 (Benennung)    | Prälat Rudolf Trpin (1928–2015), Priester                                                                                   | 4.000        | Georgskapelle        |                                      |                | Kapelle unter Schutz                                                  |